# Tat'jana L'vovna Tolstaja
Tat'jana L'vovna Tolstàja, coniugata Suchotina, in russo Татья́на Льво́вна Сухо́тина-Толста́я? (Jasnaja Poljana, 4 ottobre 1864 – Roma, 21 settembre 1950), è stata un'attivista e memorialista russa, secondogenita di Lev Tolstoj e Sof'ja Bers.

## Biografia
Da ragazza frequentò l'Accademia di belle arti a Mosca, dove fu allieva di celebri pittori russi tra cui Il'ja Repin. Come la madre e le due sorelle, aiutò il padre nel suo lavoro in qualità di segretaria. In proposito, Pietro Citati scrive:
Nel 1899, contro il volere di Tolstoj, sposò l'amico di famiglia Michail Suchotin (che morirà nel 1914), un vedovo di quindici anni più anziano, padre di sei bambini, da cui ebbe, dopo quattro aborti spontanei, la figlia Tania. Dal 1878 al 1919 tenne un diario; verso il 1913 iniziò le proprie memorie (Infanzia e Adolescenza, pubblicate postume); alla fine degli anni venti scrisse e pubblicò Su mio padre, a cui seguirono Lampi di memoria.
Appassionata ai problemi di pedagogia, conobbe Maria Montessori, s'interessò al suo metodo e ne portò in Russia tutte le pubblicazioni. Scrisse in proposito un libro, Maria Montessori e la nuova educazione (ed. Posrednik).
Dopo la Rivoluzione, fra il disordine generale, fondò insieme alla madre, alla sorella Aleksandra e al fratello Sergej, il Museo Tolstoj,
e lo diresse dal 1923 al 1925, poi lasciò la Russia: fu ospite a Praga del presidente Tomáš Masaryk (vecchio amico di Tolstoj) e a Vienna dall'attore Alessandro Moissi (che aveva recitato come protagonista del Cadavere vivente di Tolstoj); quindi emigrò in Francia (a Neuilly aprì una piccola pensione dove accolse altri profughi russi) e infine in Italia.
Con modeste risorse (Tolstoj aveva rinunciato ai diritti d'autore), trascorse gli ultimi vent'anni con la figlia a Roma, dove allestì una «camera tolstoiana», ovvero un piccolo museo dedicato al padre. Nel dicembre del 1931, il Mahatma Gandhi sostò in Italia per tre giorni: durante quel soggiorno, la visita di Tat'jana Tolstaja fu l'episodio che gli fece più piacere.
Il 3 novembre 1949 scrisse a Jawaharlal Nehru per invocare la grazia verso gli uccisori del Mahatma:
Fu sempre una convinta vegetariana, contraria al tabacco e profondamente antimilitarista. Quando si ammalò, poiché desiderava morire in piena coscienza, rifiutò decisamente l'uso di narcotici.